# Rrogozhinë
Rrogozhinë là một đô thị trong quận Kavajë thuộc hạt Tirana, Albania. Dân số năm 2005 là 7137 người.